# Брудна бомба
Брудна бомба або радіологічний розсіюючий пристрій — гіпотетична радіологічна зброя (пристрій), за допомогою яких   радіоактивний матеріал розсіюється вибухом звичайної вибухівки.
Метою застосування даного виду зброї є: утворення радіоактивного забруднення території навколо зони вибуху, в першу чергу, для створення території забороненого доступу для цивільного населення. Брудну бомбу не слід плутати з ядерною зброєю, де у радіоактивному матеріалі запускається ланцюгова ядерна реакція, яка породжує ядерний вибух, який значно перевищує руйнування та завдану шкоду навколишньому середовищу, у порівнянні із звичайними вибуховими речовинами.

## Історія
Термін «брудна бомба» може здатися новим, але він набув поширення ще у 2000-х роках. Після терористичного акту 11 вересня 2001 року, в США з'явилися побоювання, що терористи можуть спробувати влаштувати вибухи за допомогою пристроїв, які містять радіоактивні матеріали.

### Російсько-українська війна
23 жовтня 2022 року російський міністр оборони Шойгу по черзі провів телефонні перемовини з міністрами оборони: Себастьяном Лекорню (Франція), Хулусі Акаром (Туреччина) та Беном Воллесом (Велика Британія). Він намагався залякати їх вигадкою російської пропаганди історією про підготовку Україною провокації у вигляді застосування «брудної бомби». Російські засоби масової дезінформації, на додачу, лякали вигадкою про імовірне застосування Україною малопотужної ядерної зброї. Трохи згодом лякалку про «брудну бомбу» Шойгу розповів у телефонній розмові міністрам оборони Раджнатху Сінгху (Індія) та Вей Фенхе (КНР).

## Фактори ураження
Хоча радіологічний розсіюючий пристрій призначений для розповсюдження радіоактивного матеріалу на великій площі, бомба, яка використовує звичайні вибухові речовини і створює вибухову хвилю, є набагато більш смертельною для живих організмів, ніж небезпека, пов'язана з радіоактивними матеріалами, які можуть бути додані до вибухової речовини. Випромінювання, спричинене брудною бомбою, не буде достатньо сильним, щоб викликати серйозні масові захворювання або смерті. Тестовий вибух і подальші розрахунки, здійснені Міністерством енергетики США, виявили, що за умови, коли протягом одного року нічого не буде зроблено для очищення (дезактивації) ураженої ділянки, і мешканці залишаться в постраждалому районі, опромінення буде «досить високим», але не смертельним. Останні аналізи радіоактивних опадів у результаті аварії на Чорнобильській АЕС, підтверджують це, показуючи, що вплив на більшість населення в околицях ураження (окрім найближчих) був практично не помітним[джерело?].
Оскільки брудна бомба навряд чи викличе багато смертей від впливу радіації, і в XXI столітті часто поширена думка, що брудна бомба не є зброєю масового ураження. Її призначенням, імовірно, є більше психологічна, а не фізична шкода, через масову паніку і терор. З цієї причини брудні бомби іноді називають «зброєю масового відволікання». Крім того, локалізація та знезараження тисяч жертв, а також знезараження постраждалого району може потребувати значного часу та ресурсів. Зона враження буде частково непридатною для використання, що спричинить економічні втрати[джерело?].

## У популярній культурі
- У фільмі «Голдфінгер» (1964) як головний герой Джеймс Бонд, так і антагоніст Голдфінгер називають пристрій, який планує здетонувати Голдфінгер, «брудною бомбою». Слід зазначити, що оскільки показаний у фільмі пристрій є ядерним, правильніше було б називати його «посоленою бомбою» — «брудна бомба» детонує за допомогою звичайної вибухівки.
- В індійському фільмі «Вішвароопам» (2013) сюжет обертається навколо брудної бомби, зробленої з цезію, добутого з онкологічного обладнання; і яку планують підірвати у Нью-Йорку.